# Vítějeves
Vítějeves település Csehországban, a Svitavyi járásban. Vítějeves Bělá nad Svitavou, Bohuňov, Chrastavec, Svojanov, Horní Poříčí és Študlov településekkel határos. Lakosainak száma 428 fő (2024. január 1.).

## Népesség
A település lakosságának változását az alábbi diagram mutatja:
| Lakosok száma | 808  | 978  | 896  | 591  | 525  | 419  | 416  | 425  | 394  | 428  |
|               | 1869 | 1900 | 1921 | 1961 | 1980 | 2011 | 2016 | 2019 | 2021 | 2024 |